# 弗莉丝·阿尔伯斯
弗莉丝·阿尔伯斯（荷蘭語：Felice Albers，1999年12月27日—），荷兰女子曲棍球运动员，2019年首次代表国家队参赛。她曾代表荷兰参加2020年夏季奥林匹克运动会曲棍球比赛，获得一枚金牌。